# Issiar Dia
Issiar Dia (Sèvres, 8 juni 1987) is een Senegalees-Frans gewezen voetballer.

## Clubcarrière
Dia kwam in 2000 bij INF Clairefontaine terecht alvorens hij drie jaar later de overstap maakte naar de jeugdopleiding van Amiens SC. Hij debuteerde in het profvoetbal op 6 oktober 2004 in de verloren bekerwedstrijd tegen Troyes AC. In de zomer van 2006 verkaste hij naar AS Nancy, destijds uitkomend in de Ligue 1. Hij maakte zijn debuut op het hoogste niveau op 10 september 2006 in de wedstrijd tegen Toulouse FC. Dia kwam na 68 minuten het veld in als vervanger van Monsef Zerka. Hij speelde in de jaren die volgden 169 wedstrijden voor Nancy in alle competities, waarin hij 24 keer doel trof.
Op 20 juli 2010 tekende Dia een contract voor 4 seizoenen bij Fenerbahçe, dat circa 8 miljoen voor hem betaalde aan Nancy. Na lange tijd niet trefzeker te zijn geweest, scoorde hij zijn eerste doelpunt voor de club op 5 februari 2011 in de wedstrijd tegen Manisaspor, welke met 1-3 werd gewonnen.
Na twee seizoenen, waarin hij eennmaal Turks landskampioen werd, koos Dia voor een avontuur in Quatar bij Lekhwiya SC. De club betaalde circa €4.000.000,- voor de speler aan Fenerbahçe. In het seizoen 2013/14 werd hij met de club landskampioen. Gedurende het seizoen 2014/15 werd hij verhuurd aan Al Kharaitiyat SC.
Na korte periodes bij GFCO Ajaccio en Al Kharaitiyat SC keerde Dia op 31 augustus 2016 terug bij Nancy, waar hij een contract voor één seizoen tekende. Nancy eindigde het seizoen op de een-na-laatste plaats en degradeerde zodoende naar de Ligue 2. Dia verliet de club aan het einde van het seizoen.
Op 26 juni 2017 tekende Dia een contract tot medio 2020 bij Yeni Malatyaspor, dat het voorgaande seizoen promoveerde naar de Süper Lig. Hier sloot hij zijn loopbaan in 2020 af.